# Ахмед Закі Абу Шаді
Ахме́д За́кі Абу́ Ша́ді (9 лютого 1892 — 12 квітня 1955) — єгипетський письменник, філолог, перекладач.
Вчився в Лондонському університеті (1912-22). Засновник літературного гуртка «Аполло» в Каїрі (1931) та однойменного журналу (1932-34), навколо якого гуртились в основному поети-романтики. Видавав журнал «Адабі» (з 1939 року) в Александрії. У 1946 році переїхав до США. У Нью-Йорці редагував газети та журнали арабських колоній, викладав арабську літературу в Азійському інституті.
Автор ліричних віршів, історичних повістей, п'єс та історичних сюжетів для музичного театру. Йому належать дослідження з арабської поетики, літературно-критична праця «Сучасні арабські поети» (1958), переклади творів східних та західно-європейських поетів, в тому числі газелей Хафіза, рубаї Хаяма, трагедій Шекспіра.

## Твори

### Збірки віршів
- Роси на світанку (1910)
- Промені та тіні (1931)
- Бачення весни (1933)

### Історичні повісті
- Ібн Зейдун в ув'язненні (1925)
- Кінчина Імру-ль-Кайса (1925)
- НЕфертіті (1926)